# ریوندل
ریوندل یک پایگاه مرزی الفی در سرزمین میانی است؛ یک قلمرو افسانه‌ای که توسط جی. ار. ار. تالکین خلق شد. ریوندل توسط الروند در دوره دوم سرزمین میانی (چهار یا پنج هزارسال قبل از وقایع ارباب حلقه‌ها) تأسیس و فرمانروایی شد. علاوه‌بر الروند و خانواده او، الف‌های مشهور و برجستهٔ دیگری مانند گلوریفیندل (به انگلیسی: Glorfindel) و ارستور (به انگلیسی: Erestor) نیز در ریوندل زندگی کرده‌اند. ریوندل ترجمه مستقیم ایملادریس در زبان سینداری است که به معنی «درهٔ عمیق شکاف» است.
الراند در ریوندل به همراه خانواده‌اش، یعنی همسرش (تا زمانی که به والینور روانه شد)، پسران آن‌ها الادان و الروهیر و دخترشان آرون و همچنین تعداد قابل ملاحظه‌ای از بقیه الف‌ها هم از نولدور و هم از سیندار زندگی می‌کند. علاوه بر خانواده الروند، از الف‌های برجسته کسانی که در ریوندل زندگی می‌کردند شامل گلروفیندل، گیلدور و ارستور نیز در ریوندل زندگی می‌کنند. در بعضی از نوشته‌ها که در داستان‌های ناتمام موجود است، همچنین برای مدتی گالادریل و کله بورن در قبل از اینکه فرمانروایان لوتلورین بشوند در ریوندل زندگی می‌کرده‌اند.

## ریشه نام ریوندل
ریوندل در  زبان سیندارین ایملادریس (به انگلیسی: Imladris) و در شرق، کارنینگول (به انگلیسی: Karningul) نامیده می‌شود. ریوندل توسط دو کلمه انگلیسی، «ریون» (به انگلیسی: riven) به معنی شکاف یا شکاف دار و «دل» (به انگلیسی: dell) به معنی دره کوچک و تنگ تشکیل می‌شود، که ترکیب معنی این دو کلمه، درهٔ عمیق شکاف دار است. همچنین روندل به عنوان آخرین کاخ خانه‌ای غرب رشته کوه‌ها منصوب می‌شود، که به سرزمین سرگردان واقع بر فراز کوه‌های مه آلود مربوط است.

## جغرافیا
ریوندل در لبه دره باریک رود برونن (به انگلیسی: Bruinen) (یکی از راه‌های اصلی دسترسی به ریوندل که از کنار قسمت قابل عبور رود برونن می‌گذرد) واقع شده است، امّا با این وجود به خوبی در بوته زارها و دامنه‌های «هیتاگلیر» (به انگلیسی: Hithaeglir) یا کوهستان مه آلود پنهان شده است.
برخلاف نقشه غرب سرزمین میانه که در ارباب حلقه‌ها کشیده شده است، جاده شرقی بزرگ به ریوندل منتهی نمی‌شود: ریوندل به عنوان یک دره پنهان دور از «گذرگاه بزرگ» نگهداری می‌شود.

اقلیم ریوندل خنک و کمی قاره‌ای با تابستان‌های معتدل، زمستان‌های نسبتاً برفی بدون یخبندان و با باران‌هایی ملایم است.